# Strigatella
Strigatella is een geslacht van weekdieren uit de klasse van de Gastropoda (slakken).

## Soorten
Soorten binnen het geslacht Strigatella:
- Strigatella abacophora
- Strigatella amaura
- Strigatella ambigua
- Strigatella assimilis
- Strigatella aurantia
- Strigatella auriculoides
- Strigatella aurora
- Strigatella coffea
- Strigatella colombelliformis

- Strigatella coronata
- Strigatella crassicostata
- Strigatella decurtata
- Strigatella fasciolaris
- Strigatella flavocingulata
- Strigatella fulvescens
- Strigatella holkosa
- Strigatella imperialis
- Strigatella litterata

- Strigatella luctuosa
- Strigatella lugubris
- Strigatella nana
- Strigatella paupercula
- Strigatella pica
- Strigatella pudica
- Strigatella retusa
- Strigatella scutulata
- Strigatella subruppelli

- Strigatella tabida
- Strigatella testacea
- Strigatella ticaonica
- Strigatella tristis
- Strigatella vexillum
- Strigatella vultuosa
- Strigatella zebra